# Marcus Censorius Paullus
Marcus Censorius Paullus war ein römischer Politiker und Senator im 2. Jahrhundert n. Chr.
Paullus stammte im Hinblick auf den Namen Censorius wohl aus einer keltischen Provinz. Gaius Censorius Niger war vermutlich ein Verwandter, möglicherweise sein Vater. Er ist in einer Inschrift aus Limonum Pictonum, wo er seiner verstorbenen Frau Claudia Varenilla, Tochter des Konsulars Claudius Varenus, ein Grabmal errichtete, als Legat der Provinz Aquitania bezeugt; er wurde laut der Grabinschrift noch während seiner Statthalterschaft zum Konsul designiert.
Dass er den Konsulat tatsächlich angetreten hat, geht aus einem Fragment der Fasti Ostienses hervor, auf dem Ladislav Vidman trotz der fehlerhaften Schreibweise auf dem Stein den Namen des Censorius Paullus identifizieren konnte. Aus der jahresgenauen Sortierung der Fasti Ostienses ergab sich damit auch das Jahr 160 für den Konsulat des Paullus. Durch zwei Militärdiplome, die zum Teil auf den 5. und den 23. September datiert sind, lässt sich die Amtszeit innerhalb des Jahres 160 genauer eingrenzen; die beiden Konsuln traten ihr Amt vermutlich am 1. Juli des Jahres an und übten es wohl bis Ende September aus. Eines der beiden Militärdiplome nennt zudem den Amtskollegen als Suffektkonsul, Gaius Prastina Pacatus.